# 北海道道753号登余市停車場線
北海道道753号登余市停車場線（ほっかいどうどう753ごう のぼりよいちていしゃじょうせん）は、北海道余市郡余市町内を結ぶ一般道道（北海道道）である。

## 概要

### 路線データ
- 起点：北海道余市郡余市町登町（北海道道36号余市赤井川線交点）
- 終点：北海道余市郡余市町黒川町（JR北海道 函館本線 余市駅）
- 総延長：7.992 km
- 実延長：7.771 km
- 重用延長：0.221 km

### 道路管理者
- 後志総合振興局 小樽建設管理部 余市出張所

## 歴史
- 1972年（昭和47年）3月31日 - 路線認定[1]。

## 路線状況

### 重複区間
- 国道5号（余市町黒川町8丁目 - 余市町黒川町3丁目）
- 北海道道228号豊丘余市停車場線（余市町黒川町4丁目 - 余市町黒川町〔終点〕）

## 地理

### 通過する自治体
- 後志総合振興局
  - 余市郡余市町

### 交差する道路
余市町
- 北海道道36号余市赤井川線 - 登町（起点）
- 後志自動車道 余市IC - 登町
- 国道5号 - 黒川町8丁目、黒川町3丁目（重複）
- 北海道道228号豊丘余市停車場線 - 黒川町4丁目、黒川町（終点、重複）

### 沿線にある施設など
余市町
- 余市町立登小学校
- 余市駅前郵便局
- JR北海道 函館本線 余市駅